# Oonopinus
Genre
Oonopinus est un genre d'araignées aranéomorphes de la famille des Oonopidae.

## Distribution
Les espèces de ce genre se rencontrent en zones tropicales en Océanie, en Asie, en Afrique et en Amérique et dans le bassin méditerranéen.

## Liste des espèces
Selon World Spider Catalog (version 15.0, 2014) :
- Oonopinus angustatus (Simon, 1882)
- Oonopinus aurantiacus Simon, 1893
- Oonopinus bistriatus Simon, 1907
- Oonopinus corneus Tong & Li, 2008
- Oonopinus ionicus Brignoli, 1979
- Oonopinus kilikus Suman, 1965
- Oonopinus oceanicus Marples, 1955
- Oonopinus pilulus Suman, 1965
- Oonopinus pruvotae Berland, 1929

## Publication originale
- Simon, 1893 : Arachnides. Voyage de M. E. Simon au Venezuela (décembre 1887 - avril 1888). 21e Mémoire. Annales de la Société Entomologique de France, vol. 61, p. 423-462 (texte intégral).